# Exomalopsis bahamica
Exomalopsis bahamica là một loài Hymenoptera trong họ Apidae. Loài này được Timberlake mô tả khoa học năm 1980.